# Casa Josefa Solo Blanch
La Casa Josefa Solo Blanch o Vil·la Maria és un edifici de la Ronda del Carril de la Garriga (Vallès Oriental) inclòs en l'Inventari del Patrimoni Arquitectònic de Catalunya.

## Descripció
Habitatge unifamiliar aïllat. El cos central consta de planta baixa i pis. A la part posterior hi ha una torreta de planta quadrada rematada per un mirador amb coberta de faldons. En la primera vegada que apareix aquest element a l'arquitectura contemporània de la Garriga. Les façanes estan estucades amb sortints de carreu. A les obertures hi ha pseudo-arcs allindanats encerclats.